# Alfred von Zoltowski
Alfred von Zoltowski, eigentlich Żółtowski (* 23. Oktober 1841 auf Gut Drzewce bek Kröben; † 19. Januar 1877 in Menton) war ein Rittergutsbesitzer und Reichstagsabgeordneter.

## Leben
Alfred von Zoltowski wurde als Sohn des königlich preußischen Kammerherrn und Mitglied des preußischen Herrenhauses Marcell von Zoltowski geboren. Am 17. August 1869 heiratete er in Krakau Sophia Gräfin Krasicka (* 19. Mai 1846 in Chołoniów, Wolhynien; † 13. Januar 1883 in Görz). Ihr Sohn Johann Marian von Zoltowski (* 22. September 1871 in Drzewce; † 23. Juli 1946 in Posen) war Präsident der Landwirtschaftskammer in Posen.
Zoltowski promovierte 1865 an der Universität Berlin mit der Arbeit De coherede substituto (Lange, Berlin 1865) und war Rittergutsbesitzer in Drzewce bei Kröben. Von 1871 bis 1874 war er Mitglied des Deutschen Reichstags für die Polnische Fraktion und für den Wahlkreis Posen 4 (Kosten - Buk).